# Chlosyne tellias
Chlosyne tellias är en fjärilsart som beskrevs av Bates 1864. Chlosyne tellias ingår i släktet Chlosyne och familjen praktfjärilar. Inga underarter finns listade i Catalogue of Life.